# Ивана Владовић
Ивана Владовић (14. јануар 1983, Београд) српска је певачица.

## Биографија
Ивану јавност упознаје у такмичењу Ја имам таленат, а касније и у ријалити програму Сурвајвор: Повратак у цивилизацију. У емисији Први глас Србије, пева све пратеће вокале такмичарима. Ивана је два пута учествовала на Евровизији као пратећи вокал делегацији Црне Горе 2015. и 2018. године. Једном је учествовала на Беовизији и два пута на Песми за Евровизију. Певала је пратеће вокале бројним певачима, неки од њих су: Саша Ковачевић, Марија Шерифовић, Борис Режак, Џенан Лончаревић, итд.
Започиње сарадњу са Миланом Станковићем, познатијим као SevdahBABY, те од 2020. године наступају заједно након објављивања три заједничке песме на албуму Декамерон.

## Дискографија

#### Синглови

##### Као соло извођач
- Against The World (2015)
- Магнет за лудаке (2017)
- Моја бол (са Wonder Strings) (2019)
- Пријаће ти (са Јованом Станимировић) (2022)
- Јака (2024)

##### У сарадњи са SevdahBABY
- Ае (2019)
- Заувек (2020)
- Полицијски час (2020)
- Загреб (Keep it Up) (2020)
- Ретроградни меркур (2020)

## Фестивали
- Моја бол (са Wonder Strings), Беовизија 2019, 4. место
- Пријаће ти (са Јованом Станимировић), Песма за Евровизију 2022, није се пласирала у финале
- Јака, Песма за Евровизију 2024, није се пласирала у финале